# 46-я сессия Комитета всемирного наследия ЮНЕСКО
46-я се́ссия Комите́та Всеми́рного насле́дия ЮНЕ́СКО проходила в конференц-центре Бхарат Мандапам города Нью-Дели (Индия) с 21 по 31 июля 2024 года под председательством постоянного представителя Индии при ЮНЕСКО Вишала В. Шармы. В работе сессии приняли участие делегации от 21 страны-члена Комитета всемирного наследия, а также наблюдатели от государств-сторон Конвенции об охране культурного и природного наследия 1972 года.
Всего было представлено 27 номинаций (25 номинаций на добавление в список всемирного наследия и 2 номинации на значительное изменение границ), которые рассматривались с 26 по 28 июля. Также до проведения сессии исследовались ещё 3 кандидата на включение в список: одна заявка была отозвана, два объекта не были рекомендованы ко включению и на самой сессии не рассматривались.
В результате работы сессии список пополнился 24 новыми объектами (19 по культурным критериям, 4 по природным и 1 по смешанным), 2 объекта были существенно расширены. Статус объекта всемирного наследия в экстренном порядке получил объект «Монастырь Святого Илариона / Телл Умм Амер» в секторе Газа (Палестина), и он также одновременно был внесён в список всемирного наследия, находящегося под угрозой. Один объект (национальный парк Ниоколо-Коба) был исключён из списка всемирного наследия, находящегося под угрозой. К концу сессии в списке всемирного наследия находилось 1223 объекта из 168 стран мира. Список всемирного наследия, находящегося под угрозой, состоял из 56 объектов в 33 странах мира.
В последний день сессии, 31 июля, был избран новый состав Президиума Комитета на следующий год. Председателем избрана Болгария, а город София — местом проведения 47-й сессии.

## Члены комитета
В работе сессии принимали участие делегации от 21 страны — члена Комитета всемирного наследия, которые избираются раз в 2 года на Генеральной ассамблее государств — сторон Конвенции об охране всемирного культурного и природного наследия сроком на 4 года (по обычаю). Для работы комитета ежегодно избирается Президиум, состоящий из 7 членов комитета: председателя, 5 заместителей председателя и докладчика.
Состав Комитета во время 46-й сессии выбран в ноябре 2021 года и ноябре 2023 года на 23-й и 24-й Генеральных ассамблеях. Жирным шрифтом выделены члены Президиума комитета.
| Член комитета            | Начало мандата | Конец мандата | Электоральная группа                        | Президиум                     |
| ------------------------ | -------------- | ------------- | ------------------------------------------- | ----------------------------- |
| Греция                   | 2021           | 2025          | I (Западная Европа и Северная Америка)      | Заместитель председателя      |
| Бельгия                  | 2021           | 2025          | I (Западная Европа и Северная Америка)      | Докладчик (Мартин Уаклани)    |
| Италия                   | 2021           | 2025          | I (Западная Европа и Северная Америка)      |                               |
| Турция                   | 2023           | 2027          | I (Западная Европа и Северная Америка)      |                               |
| Болгария                 | 2021           | 2025          | II (Восточная Европа)                       | Заместитель председателя      |
| Украина                  | 2023           | 2027          | II (Восточная Европа)                       |                               |
| Сент-Винсент и Гренадины | 2021           | 2025          | III (Латинская Америка и Карибские острова) | Заместитель председателя      |
| Аргентина                | 2021           | 2025          | III (Латинская Америка и Карибские острова) |                               |
| Мексика                  | 2021           | 2025          | III (Латинская Америка и Карибские острова) |                               |
| Ямайка                   | 2023           | 2027          | III (Латинская Америка и Карибские острова) |                               |
| Индия                    | 2021           | 2025          | IV (Азия и Тихий океан)                     | Председатель (Вишал В. Шарма) |
| Вьетнам                  | 2023           | 2027          | IV (Азия и Тихий океан)                     |                               |
| Казахстан                | 2023           | 2027          | IV (Азия и Тихий океан)                     |                               |
| Республика Корея         | 2023           | 2027          | IV (Азия и Тихий океан)                     |                               |
| Япония                   | 2021           | 2025          | IV (Азия и Тихий океан)                     |                               |
| Кения                    | 2023           | 2027          | Va (Африка)                                 | Заместитель председателя      |
| Замбия                   | 2021           | 2025          | Va (Африка)                                 |                               |
| Руанда                   | 2021           | 2025          | Va (Африка)                                 |                               |
| Сенегал                  | 2023           | 2027          | Va (Африка)                                 |                               |
| Катар                    | 2021           | 2025          | Vb (Арабские страны)                        | Заместитель председателя      |
| Ливан                    | 2023           | 2027          | Vb (Арабские страны)                        |                               |

## Изменения в списке всемирного наследия

### Объекты, внесённые в список всемирного наследия
| №  | Изображение | Название | Страна                      | Номер объекта | Критерии и категория          |
| -- | --- | --- | --------------------------- | ------------- | ----------------------------- |
| 1  | | Археологические и палеонтологические объекты Мелка-Контуре и Балхит в высокогорном районе Эфиопии (англ. Melka Kunture and Balchit: Archaeological and Palaeontological Sites in the Highland Area of Ethiopia)                                                         | Эфиопия                     | 13            | iii, iv, v культурный         |
| 2  | | Археологическое наследие пещерного комплекса национального парка Ниах (англ. The Archaeological Heritage of Niah National Park’s Caves Complex) | Малайзия                    | 1014          | iii, v культурный             |
| 3  | | Монументальный комплекс Бранкузи в Тыргу-Жиу (англ. Brâncusi Monumental Ensemble of Târgu Jiu) | Румыния                     | 1473          | i, ii культурный              |
| 4  | | Исторический парк Пху Пхра Бат (англ. Phu Phrabat, a testimony to the Sīma stone tradition of the Dvaravati period) | Таиланд                     | 1507          | iii, v культурный             |
| 5  | | Национальный парк Ленсойс-Мараньенсис (англ. Lençóis Maranhenses National Park) | Бразилия                    | 1611          | vii, viii природный           |
| 6  | | Пустыня Бадын-Джаран — песчаные дюны и озёра (англ. Badain Jaran Desert — Towers of Sand and Lakes) | Китай                       | 1638          | vii, viii природный           |
| 7  | | Пещера Ветреница, Равно (англ. Vjetrenica Cave, Ravno) | Босния и Герцеговина        | 1673          | x природный                   |
| 8  | | Права человека, освобождение и примирение: памятные места Нельсона Манделы (англ. Human Rights, Liberation and Reconciliation: Nelson Mandela Legacy Sites) | Южно-Африканская Республика | 1676          | vi культурный                 |
| 9  | | Культурный ландшафт Кенозерья (англ. Cultural Landscape of Kenozero Lake) | Россия                      | 1688          | iii культурный                |
| 10 | | Золотые прииски на острове Садо (англ. Sado Island Gold Mines) | Япония                      | 1698          | iv культурный                 |
| 11 | | Ансамбль Шверинской резиденции (англ. Schwerin Residence Ensemble) | Германия                    | 1705          | iv культурный                 |
| 12 | | Те Хенуа Эната — Маркизские острова (англ. Te Henua Enata — The Marquesas Islands) | Франция                     | 1707          | iii, vi, vii, ix, x смешанный |
| 13 | | Аппиева дорога. Реджина Виарум (англ. Via Appia. Regina Viarum) | Италия                      | 1708          | iii, iv, vi культурный        |
| 14 | | Мойдамы — система курганов династии Ахом (англ. Moidams — the Mound-Burial System of the Ahom Dynasty) | Индия                       | 1711          | iii, iv, v культурный         |
| 15 | | Культурный ландшафт археологической зоны Аль-Фау (англ. The Cultural Landscape of Al-Faw Archaeological Area) | Саудовская Аравия           | 1712          | ii, v культурный              |
| 16 | | Королевский двор Тьебеле (англ. Royal Court of Tiébélé) | Буркина-Фасо                | 1713          | iii культурный                |
| 17 | | Центральная ось Пекина: архитектурный ансамбль, представляющий идеальный порядок китайской столицы (англ. Beijing Central Axis: A Building Ensemble Exhibiting the Ideal Order of the Chinese Capital)                                                                  | Китай                       | 1714          | iii, vi культурный            |
| 18 | | Хегматане (англ. Hegmataneh) | Иран                        | 1716          | ii, iii культурный            |
| 19 | | Границы Римской империи — Дакия (англ. Frontiers of the Roman Empire — Dacia) | Румыния                     | 1718          | ii, iii, iv культурный        |
| 20 | | Исторический город и археологический памятник Геди (англ. The Historic Town and Archaeological Site of Gedi) | Кения                       | 1720          | ii, iii, iv культурный        |
| 21 | | Умм аль-Джималь (англ. Umm Al-Jimāl) | Иордания                    | 1721          | iii культурный                |
| 22 | | Флоу-Кантри (англ. The Flow Country) | Великобритания              | 1722          | ix природный                  |
| 23 | | Возникновение поведения людей современного типа: поселения плейстоценовой эпохи в Южной Африке (англ. The Emergence of Modern Human Behaviour: The Pleistocene Occupation Sites of South Africa): а) Скалистый навес Дипклоф б) Комплекс Пиннакл-Пойнт в) Пещера Сибуду | Южно-Африканская Республика | 1723          | iii, iv, v культурный         |
| 24 | | Монастырь Святого Илариона / Телл Умм Амер (англ. Saint Hilarion Monastery / Tell Umm Amer) | Палестина                   | 1749          | ii, iii, vi культурный        |
| 24 | Объект рассматривался в экстренном порядке и одновременно внесён в список всемирного наследия, находящегося под угрозой. | |                             |               |                               |

### Значительно расширенные объекты
| # | Изображение | Название | Страна                      | Номер объекта | Год внесения в список |
| - | --- | --- | --------------------------- | ------------- | --------------------- |
| 1 | | Поселения Моравской церкви (англ. Moravian Church Settlements): а) Хернхут (Германия) б) Бетлехем (США) в) Грейсхилл (Великобритания)                                              | Германия США Великобритания | 1468          | 2015                  |
| 1 | Расширение и переименование объекта «Кристиансфельд — поселение Моравской церкви» (Дания) с включением новых поселений. | |                             |               |                       |
| 2 | | Убежища перелётных птиц вдоль побережья Жёлтого моря и Бохайского залива (этап II) (англ. Migratory Bird Sanctuaries along the Coast of Yellow Sea-Bohai Gulf of China (Phase II)) | Китай                       | 1606          | 2019                  |
| 2 | Включение новых участков.                                                                                               | |                             |               |                       |

## Изменения в списке всемирного наследия, находящегося под угрозой

### Объекты, внесённые в список всемирного наследия, находящегося под угрозой
| # | Изображение | Название                                                                                    | Страна    | Номер объекта | Год внесения в список |
| - | --- | ------------------------------------------------------------------------------------------- | --------- | ------------- | --------------------- |
| 1 | | Монастырь Святого Илариона / Телл Умм Амер (англ. Saint Hilarion Monastery / Tell Umm Amer) | Палестина | 1749          | 2024                  |
| 1 | Объект рассматривался в экстренном порядке. Внесён в список всемирного наследия и одновременно в список всемирного наследия, находящегося под угрозой, из-за военного конфликта в секторе Газа. |                                                                                             |           |               |                       |

### Объекты, исключённые из списка всемирного наследия, находящегося под угрозой
| # | Изображение | Название                                                          | Страна  | Номер объекта | Год внесения в список |
| - | --- | ----------------------------------------------------------------- | ------- | ------------- | --------------------- |
| 1 | | Национальный парк Ниоколо-Коба (англ. Niokolo-Koba National Park) | Сенегал | 153           | 1981                  |
| 1 | Объект был внесён в список в 2007 году из-за истощения дикой природы, браконьерства, добычи базальта и других видов человеческой деятельности. Исключён из-за усиления мониторинга за знаковыми видами, борьбой с браконьерством и нелегальной добычей золота, контролем загрязнений из-за добычи полезных ископаемых, борьбой с инвазивными растениями. |                                                                   |         |               |                       |

## Карта объектов
- — объекты, внесённые в список всемирного наследия
- — значительно расширенные объекты всемирного наследия
- — объекты, внесённые в список всемирного наследия, находящегося под угрозой
- — объекты, исключённые из списка всемирного наследия, находящегося под угрозой

## Другие кандидаты

### Кандидаты на внесение в список всемирного наследия
Ниже перечислены другие объекты, которые были номинированы на рассмотрение и включение в список всемирного наследия на сессии 2024 года, но в итоге не были внесены в него.
| № | Изображение                                                                        | Название | Страна     | Номер кандидата | Критерии и категория   |
| - | ---------------------------------------------------------------------------------- | --- | ---------- | --------------- | ---------------------- |
| 1 |                                                                                    | Изник: Следы перехода между цивилизациями (англ. Iznik: Traces of the Transition Between Civilizations) | Турция     | 5900            | ii, iii, vi культурный |
| 1 | Заявка отозвана Турцией до формальной рекомендации ИКОМОС.                         | |            |                 |                        |
| 2 |                                                                                    | Колониальный маршрут через Панамский перешеек (англ. The Colonial Transisthmian Route of Panamá): а) форт Сан-Лоренсо б) дорога Камино-де-Крусес (3 участка) в) археологический объект Панама-Вьехо г) исторический район города Панама | Панама     | 6205            | ii, iv, vi культурный  |
| 2 | Заявка рекомендована ИКОМОС к возврату государству-заявителю для доработки.        | |            |                 |                        |
| 3 |                                                                                    | Левадаш-да-Мадейра (англ. Levadas of Madeira Island) | Португалия | 6230            | iv, v культурный       |
| 3 | Объект не рекомендован ИКОМОС ко включению в список и на сессии не рассматривался. | |            |                 |                        |
| 4 |                                                                                    | Культурный ландшафт города Бач (англ. Bač Cultural Landscape) | Сербия     | 6386            | ii, iii, v культурный  |
| 4 | Объект не рекомендован ИКОМОС ко включению в список и на сессии не рассматривался. | |            |                 |                        |

### Кандидаты на внесение в список всемирного наследия, находящегося под угрозой
Ниже перечислены другие объекты, которые были номинированы на включение в список всемирного наследия, находящегося под угрозой, на сессии 2024 года, но в итоге не были внесены в него.
| № | Изображение | Название | Страна         | Номер кандидата | Год внесения в список |
| - | --- | --- | -------------- | --------------- | --------------------- |
| 1 | | Мегалитические памятники Стоунхендж, Эйвбери и прилегающие археологические объекты (англ. Stonehenge, Avebury and Associated Sites) | Великобритания | 373             | 1986                  |
| 1 | Объект номинирован из-за проекта строительства тоннеля на автодороге A303. | |                |                 |                       |
| 2 | | Лумбини, место рождения Будды (англ. Lumbini, the Birthplace of the Lord Buddha)                                                    | Непал          | 666             | 1997                  |
| 2 | Объект номинирован из-за ухудшения состояния археологических объектов Священного сада и храма Майя Деви (в частности, в силу высокого уровня воды и её проникновения вокруг и внутрь храма), а также строительства туристических объектов в Священном саду. | |                |                 |                       |

### Карта кандидатов
- — объекты, номинированные на внесение в список всемирного наследия
- — объекты, номинированные на внесение в список всемирного наследия, находящегося под угрозой